# Lågpassfilter

Ett enkelt första ordningens lågpassfilter, där tidskonstanten är produkt av R och C.

Lågpassfilter (en: low pass filter) är ett filter som släpper igenom signaler med frekvens som ligger under ett bestämt värde kallad gränsfrekvens och kraftigt dämpar övriga signaler.
Ett första ordningens lågpassfilter givet som en överföringsfunktion är
{\displaystyle G(s)={\frac {1}{\tau s+1}}}
där {\displaystyle \tau } är den så kallade tidskonstanten.
Oftast vill man att lågpassfilter ska ha statisk förstärkning ett, vilket betyder att en konstant insignal ger upphov till en konstant utsignal med samma amplitud (efter att transienter klingat av).
Om {\displaystyle G(0)=1} är statiska förstärkningen 1. Detta förutsätter att filtret är stabilt.
Ett populärt val av filter är Butterworthfilter, med egenskapen att amplitudkurvan är optimalt platt i origo.
Ett andra ordningens (analogt) Butterworth lågpassfilter har två poler i {\displaystyle {\frac {\omega }{\sqrt {2}}}(-1\pm i)}